# Dzsikkjó Powerful Pro jakjú 2009
A Dzsikkjó Powerful Pro jakjú 2009 baseball-videójáték, a Dzsikkjó Powerful Pro jakjú sorozat tagja, melyet a Pawapuro Production fejlesztett és a Konami jelentetett meg. A játék 2009. március 19-én jelent meg, kizárólag PlayStation 2 otthoni videójáték-konzolra. A 2009 a sorozat utolsó tagja, amely PlayStation 2-re is megjelent. A 2009 testvérjátéka a Wiire megjelent Dzsikkjó Powerful Pro jakjú Next.

## Áttekintés
A 2009 a Dzsikkjó Powerful Pro jakjú 15 játékoskereteit és egyéb adatait veszi alapul, azonban a Success-módot kiegészítették egy Dream Japan-hen (ドリームJAPAN編) című játékmóddal. Jelentősebb játékmechanikai változtatás nem történt ebben a részben, így technikailag akár a 15 „végső kiadásának” (kaimaku-ban) is tekinthető.
Mivel a játék márciusban jelent meg, ezért a játékoskeretek a 2008-as szezon végi adatokat tükrözik, a két szezon között leigazolt játékosokkal kibővítve. A 2009 Success-módja átvette a 15 Eikan Nine (栄冠ナイン) és Hakkjú Dream (白球ドリーム) fejezeteit, előbbiben a játékos az edzői szerepet veszi magára és egy középiskolai csapatot kell Kósien-bajnokká nevelnie. A 15 két meglévő fejezetét egy harmadik, Dream Japan-hen (ドリームJAPAN編) cíművel is kiegészítették.

## Fogadtatás
A játékot 28/40-es összpontszámmal értékelték a Famicú japán szaklap írói, ezzel a sorozat egyik legkedvezőtlenebbül értékelt tagja lett.
A játékból megjelenésének évében 166 085 példányt adtak el Japánban, ezzel az év hetvenhatodik legkelendőbb játéka volt.

## További információ
- A sorozat weboldala (japánul)